# James Tyrrell
Pour les articles homonymes, voir James Tyrrell (homonymie).
James Tyrrell (vers 1455 – 6 mai 1502) est un chevalier anglais et fidèle du roi Richard III d'Angleterre, connu pour avoir « avoué » l'assassinat des fils d'Édouard IV sous les ordres de Richard. 

## Biographie
Fils aîné de William Tyrell, il est un fidèle partisan de la maison d'York. Après l'avènement de la dynastie des Tudor, il obtient le pardon d'Henri VII, qui le fait gouverneur de Guînes près de Calais. 
Cependant, ayant apporté son soutien à Edmond de la Pole en 1501, il est accusé de trahison et torturé. C'est pendant ces séances de torture qu'il aurait avoué les meurtres à la Tour de Londres d'Édouard V et de son frère Richard de Shrewsbury, les deux fils d'Édouard IV, mais il ne put, malgré des investigations complémentaires, préciser où se trouvaient les corps, se contentant de dire qu'ils avaient été déplacés. Cette thèse, développée par Shakespeare, et se fondant sur les écrits de Thomas More, apparaît maintenant comme dénuée de fondements.
Il fut décapité le 6 mai 1502. 